# Trani Cup 2010

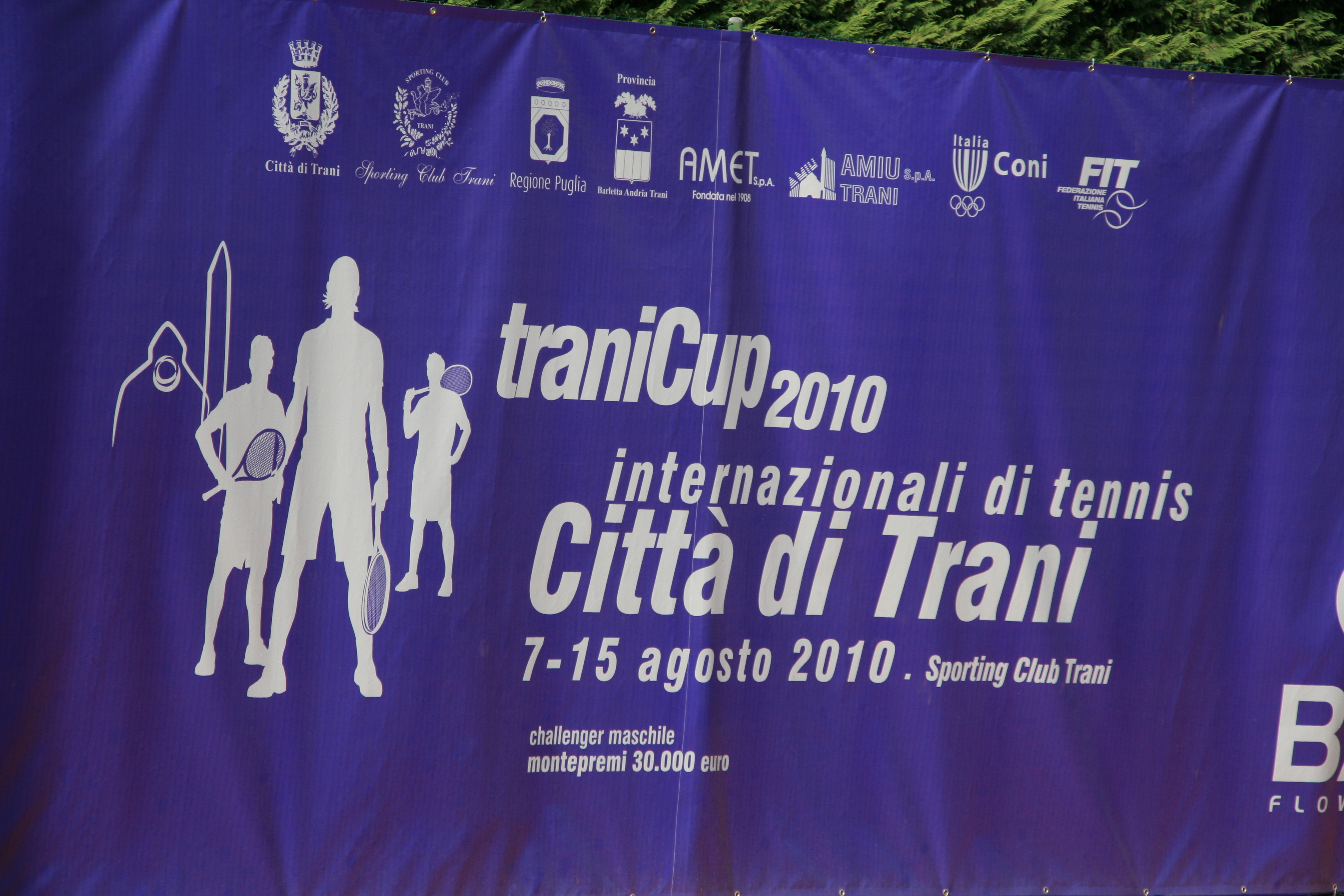

Il Trani Cup 2010 è un torneo professionistico di tennis maschile giocato sulla terra rossa, che faceva parte dell'ATP Challenger Tour 2010. Si è giocato a Trani in Italia dal 9 al 15 agosto 2010.

## Partecipanti

### Teste di serie
| Giocatore  | Nazionalità      | Ranking* | Testa di serie |
| ---------- | ---------------- | -------- | -------------- |
| Russia     | Igor' Andreev    | 95       | 1              |
| Australia  | Peter Luczak     | 98       | 2              |
| Italia     | Paolo Lorenzi    | 102      | 3              |
| Italia     | Filippo Volandri | 104      | 4              |
| Belgio     | Steve Darcis     | 110      | 5              |
| Spagna     | Santiago Ventura | 118      | 6              |
| Portogallo | Rui Machado      | 125      | 7              |
| Italia     | Simone Vagnozzi  | 170      | 8              |

- Ranking al 2 agosto 2010.

### Altri partecipanti
Giocatori che hanno ricevuto una wild card:
- Francesco Aldi
- Andrea Arnaboldi
- Matteo Trevisan
- Matteo Viola

Giocatori passati dalle qualificazioni:
- Thomas Cazes-Carrère
- Nikola Ćirić
- Patrick Taubert
- Marco Viola

## Campioni

### Singolare
Jesse Huta Galung ha battuto in finale  Filippo Volandri con il punteggio di 7–6(3), 6–4

### Doppio
Thomas Fabbiano /  Matteo Trevisan hanno battuto in finale  Daniele Bracciali /  Filippo Volandri con il punteggio di 6–2, 7–5